# Benedetto De Beni
Benedetto De Beni (Costermano sul Garda, 17 giugno 1903 – Seriate, 26 gennaio 1966) è stato un ingegnere italiano, annoverato nei Giusti tra le nazioni per aver salvato due ragazze ebree dallo sterminio di Voroshilovgrad.
Dopo lo scoppio della Seconda guerra mondiale venne richiamato alle armi come Capitano dell'artiglieria italiana da montagna e prestò servizio presso il fronte russo.

## La vicenda
Il 17 luglio 1942 l'esercito tedesco conquistò Voroshilovgrad (Ucraina), e la città divenne una trappola per tutti gli ebrei che non avevano fatto in tempo a scappare.
Tra le famiglie rimaste in città c'erano i Turok, che furono costretti a registrarsi presso le autorità naziste e a portare la stella gialla appuntata sugli abiti. Tra loro le due figlie, Sara e Rachel, che furono costrette dalle SS a prestare servizio in un gruppo di lavoro con l'incarico di ripulire un cinema danneggiato da un bombardamento, situato nei pressi dell'edificio in cui stazionava un'unità di soldati italiani.
Una pausa di lavoro, mentre la guardia tedesca s'era allontanata, Sara, che aveva studiato musica, cominciò a suonare Santa Lucia, utilizzando il pianoforte che si trovava nel cinema. Gli italiani udirono le note famigliari e accorsero, nacque, da quel giorno, un legame di amicizia e solidarietà con le ragazze.
Nei giorni seguenti i militari italiani portarono del cibo alle due sorelle e cercarono di metterle in guardia dalla sorte che sarebbe loro spettata se fossero rimaste in città. Proposero la loro caserma quale rifugio sicuro in caso di rastrellamento.
Nella notte del 1º novembre 1942 accade quanto previsto, un tedesco giunse a casa Turok e ordinò a tutti i membri della famiglia l'adunata, per il mattino successivo nella piazza cittadina. Le due sorelle, quella notte, si trasferiscono nel posto in cui stazionava il contingente italiano, come concordato in precedenza con i soldati, qui vennero nascoste in una stanza e fu dato loro del cibo.
Il mattino seguente alcune migliaia di ebrei della città si presentarono sulla piazza per essere trasferiti nel ghetto. In realtà furono costretti a marciare fino a Ostraia Moghila, dove furono fucilati e sepolti nelle fosse comuni. Tra loro c'erano diciannove parenti delle sorelle Turok.
Sara e Rachel furono impiegate nella cucina del campo italiano e, da quel momento seguirono gli italiani sino alla linea del fronte.
Nella primavera del 1943, per volere del generale “Giglio”, Sara e Rachel furono assegnate a un'unità che rientrava in Italia. Il capitano De Beni affidò alle sorelle una lettera per la moglie Isa Cittadini, con la quale la pregava di occuparsi delle due ragazze. Giunsero a Udine e qui furono sistemate in un convento, nel frattempo spedirono alla signora Isa la lettera del marito. Questa prontamente, inviò loro del denaro per poter raggiungere Gromo, dove viveva la famiglia, presso Villa Cittadini, di proprietà del suocero del capitano De Beni.
L'arrivo delle sorelle venne registrato e così poterono usufruire della tessera annonaria. Restarono due anni nella villa aiutando la famiglia nell'accudire i bambini piccoli. Sara successivamente raggiunse Firenze, grazie all'aiuto di alcuni parenti dei De Beni, la famiglia russa degli Yevsieko. Rachel si fermò a Gromo fino alla fine della guerra. Dopo la liberazione i partigiani la aiutarono a unirsi alle truppe sovietiche per il rientro in patria.

## La prigionia
Benedetto De Beni, che era rimasto in Ucraina con il contingente italiano, dopo l'8 settembre 1943 si rifiutò di entrare nell'esercito repubblicano e di proseguire la guerra al fianco dei nazisti.

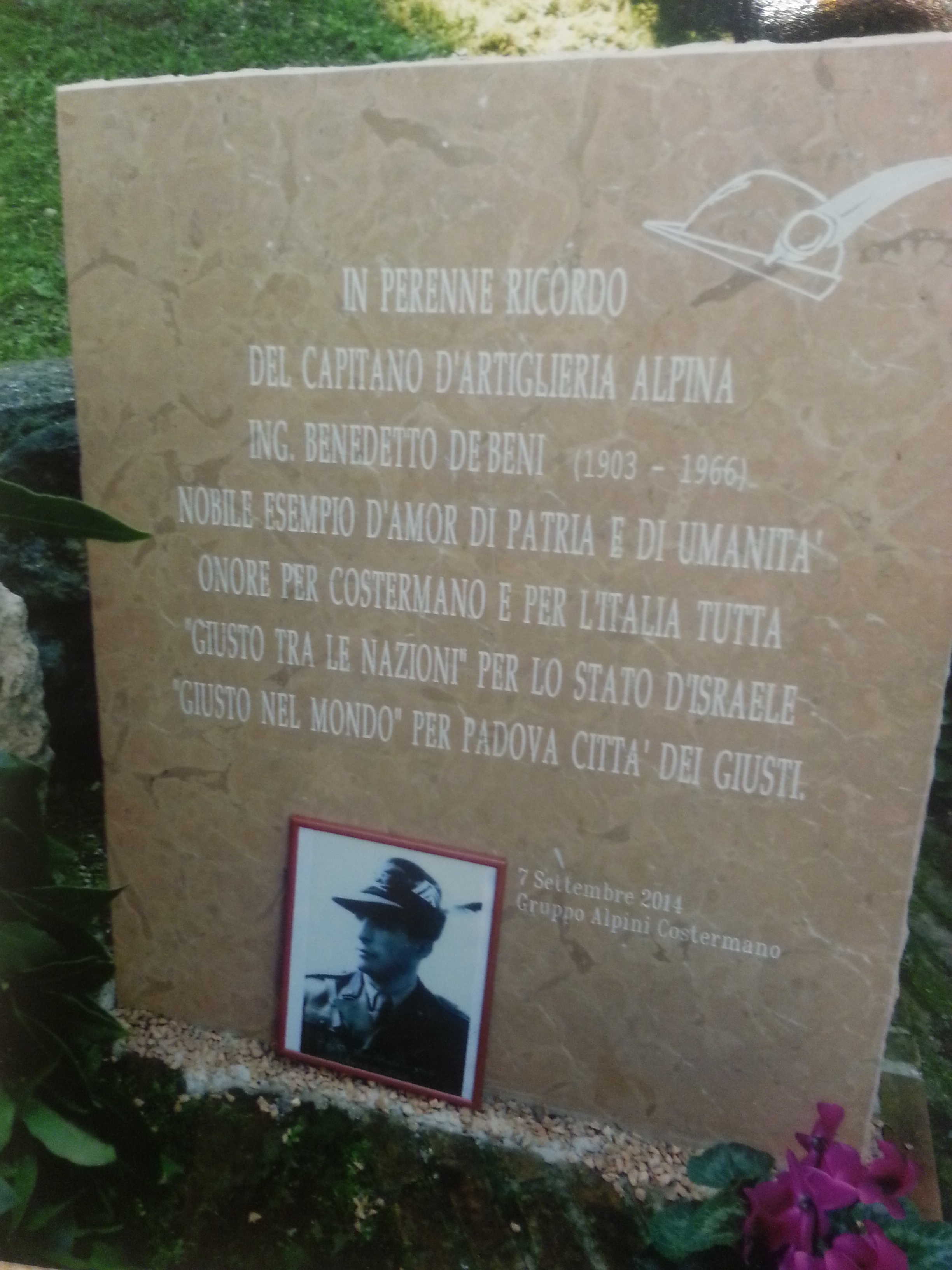
Lapide commemorativa -Benedetto De Beni

Fu deportato nel campo di internamento in Germania a Wietzendorf, dove incontrò il cognato Andrea Cittadini e lo scrittore Giovannino Guareschi.  Riuscì a salvarsi e a fare ritorno a casa solo a guerra finita. Le sorelle Turok avevano già fatto rientro in Ucraina.
Benedetto De Beni si spense a Seriate, il 26 gennaio 1966.

## Giusto tra le nazioni

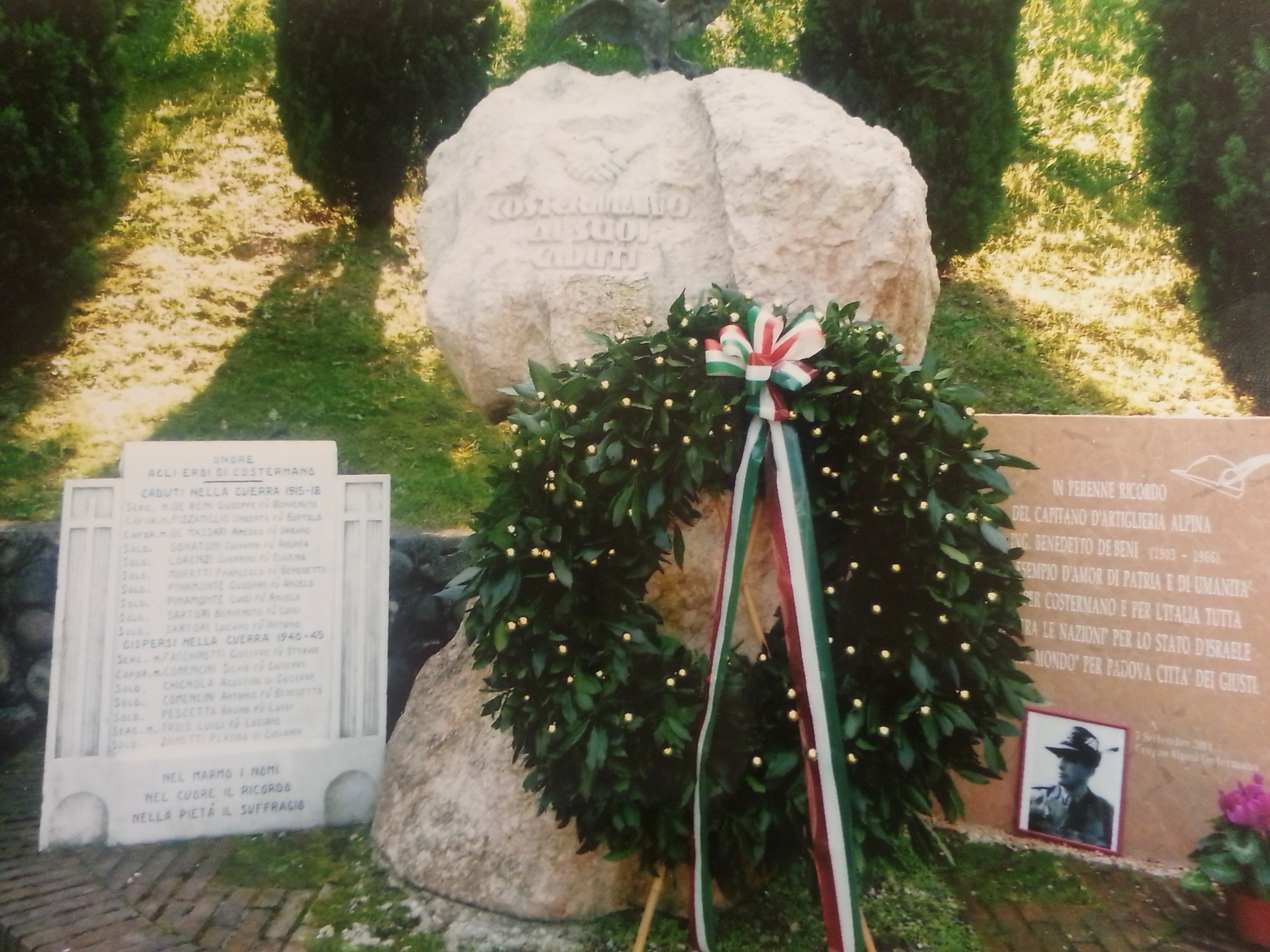
Lapide commemorativa -Benedetto De Beni

L'8 settembre 1996, trent'anni dopo, gli venne conferito il riconoscimento postumo da Yad Vashem ambasciatrice d'Israele, di Giusto tra le Nazioni, che fu ritirato dal figlio Berardo. Alla cerimonia era presente Rachel Turok.
Il 4 giugno 2010 il Comune di Calcinate ha dedicato un albero del giardino in viale Olmi a Benedetto De Beni.
Nel suo paese natale a Costermano (Verona), nel 35º Anniversario di fondazione della locale sezione dell'Associazione nazionale alpini, è stata a lui dedicata una lapide, Giusto tra le Nazioni, per la sua azione a difesa digli ebrei durante il secondo conflitto mondiale.